# Luis Armelio García
Luis Armelio García es un exfutbolista cubano que se desempeña actualmente como director técnico. Dirigió a las selecciones de Cuba y Haití.

## Carrera internacional (jugador)
Disputó con Cuba las eliminatorias rumbo al Mundial de 1998 donde jugó 8 partidos.
| Torneo                     | Sede | Resultado    |
| -------------------------- | ---- | ------------ |
| Eliminatorias Mundial 1998 | -    | No clasificó |

## Carrera como entrenador

### Trayectoria
García inicia su etapa de entrenador como flamante seleccionador de Cuba a finales del año 2004. Consigue el subcampeonato en la Copa del Caribe de 2005, resultado que le otorga la clasificación a la Copa de Oro de 2005, torneo donde Cuba es eliminada en primera ronda.
Su balance estadístico con la selección cubana es de 10 partidos, 5 victorias, 1 empate y 4 derrotas (53.3 % de rendimiento).
El 6 de diciembre de 2006, Luis Armelio García es nombrado seleccionador de Haití por la Federación Haitiana de Fútbol. En su primer torneo oficial con Haití consigue el título de campeón de la Copa del Caribe de 2007. Sin embargo, no tiene el mismo rendimiento ese mismo año en la Copa de Oro de 2007, eliminado en primera ronda. El 23 de enero de 2008 anuncia sorpresivamente su renuncia al cargo de seleccionador.
Su balance estadístico con los Grenadiers es de 17 partidos, 10 victorias, 4 empates y 3 derrotas (66.6 % de rendimiento).
Ha sido entrenador en el Aiglon du Lamentin de la Liga de fútbol martiniquesa, club con el que conquistó la Copa de Martinica en el 2009. En enero de 2013 fue nombrado entrenador del club haitiano del Victory Sportif Club aunque renunció al puesto en junio de 2013.
| Selección / Club             | País      | Año       |
| ---------------------------- | --------- | --------- |
| Selección de fútbol de Cuba  | Cuba      | 2004-2005 |
| Selección de fútbol de Haití | Haití     | 2006-2008 |
| Aiglon du Lamentin           | Martinica | 2009      |
| Victory Sportif Club         | Haití     | 2013      |

### Palmarés

#### Selecciones
| Torneo                  | Sede              | Resultado    |
| ----------------------- | ----------------- | ------------ |
| Copa del Caribe de 2005 | Barbados          | Subcampeón   |
| Copa de Oro de 2005     | Estados Unidos    | Primera fase |
| Copa del Caribe de 2007 | Trinidad y Tobago | Campeón      |
| Copa de Oro de 2007     | Estados Unidos    | Primera fase |

#### Clubes
| Título                 | Club               | País      | Año  |
| ---------------------- | ------------------ | --------- | ---- |
| Copa de Martinica 2009 | Aiglon du Lamentin | Martinica | 2009 |